# Кингсфорд (Мичиген)
Кингсфорд (Мичиген) (енгл. Kingsford) град је у америчкој савезној држави Мичиген. По попису становништва из 2010. у њему је живело 5.133 становника.

## Демографија
Према попису становништва из 2010. у граду је живело 5.133 становника, што је 416 (7,5%) становника мање него 2000. године.
| Група             | 2000.         | 2010.         |
| Белци             | 5.411 (97,5%) | 4.950 (96,4%) |
| Афроамериканци    | 12 (0,2%)     | 22 (0,4%)     |
| Азијати           | 18 (0,3%)     | 28 (0,5%)     |
| Хиспаноамериканци | 30 (0,5%)     | 56 (1,1%)     |
| Укупно            | 5.549         | 5.133         |